# Trlenský potok
Trlenský potok – potok w Wielkiej Fatrze na Słowacji, lewy dopływ Revúcy. Długość 4 km. Wypływa na wysokości około 1000 m dwoma źródłowymi ciekami; jeden z nich wypływa na południowo-wschodnich zboczach przełęczy Pod Vtáčnikom, drugi na wschodnich zboczach grzbietu między Vtáčnikiem a przełęczą Nižné Šiprúnske sedlo. Łączą się z sobą na wysokości około 770 m. Od tego miejsca potok spływa w kierunku południowo-wschodnim. U podnóży Borovníka otrzymuje dwa dopływy; lewy spod Sidorova i prawy spod Pulčíkova. Przepływa następnie doliną, w której lewych zboczach znajdują się dwie skały: Vlčia skala i Dogerské skaly (obydwie są pomnikami przyrody). W należącej do Rużomberku osadzie Jazierce na wysokości około 510 m uchodzi do Revúcy.
Zlewnia Trlenskiego potoku obejmuje dwa regiony: Wielką Fatrę (część górna) i Revúcke podolie (rejon ujścia), a dolina którą spływa to Trlenská dolina.